# 22e bataillon d'infanterie motorisée
Ne doit pas être confondu avec Bataillon de police Kharkiv.
Le 22e bataillon d'infanterie motorisée (ukrainien : 22-й окремий мотопіхотний батальйон) également connu sous le nom de bataillon Kharkiv, est une formation des forces terrestres ukrainiennes créée en tant que 22e bataillon de défense territoriale « « Kharkiv » » en 2014. Le bataillon est subordonné au ministère de la Défense.

## Historique
La formation est créée en avril 2014 à Kharkiv lors du conflit pro-russe de 2014 en Ukraine. Le bataillon est basé à Svatove.
Fin 2014, le 22e bataillon de défense territoriale est réorganisé en 22e bataillon d'infanterie motorisée et transféré dans les forces terrestres ukrainiennes.
Lors de l'invasion russe de l'Ukraine en 2022, l'unité participe notamment à la défense de Kharkiv.

## Structure
En février 2024 l'ordre de bataille connu est le suivant :
- État-major du bataillon ;
  - 
    -  compagnie de protection du QG ;

  - 1re compagnie infanterie mécanisée ;
  - 2e compagnie infanterie mécanisée ;
  - 3e compagnie infanterie mécanisée ;
  - Compagnie d'appui feu ;
  - Compagnie de chars (present en 2022, incertain en 2024) ;
  - Peloton de reconnaissance ;
  - Batterie de mortier (2B9 Vassilek (82mm)) ;
  - Baterie d'artillerie autopropulsée (incertain en 2024, 2S1 Gvozdika) ;
  - Peloton du génie et des sapeurs ;
  - Peloton de transmissions ;
  - Section médicale du bataillon ;
  - Peloton de soutien technique ;
  - Peloton de soutien matériel.

## Traditions

Insignes de la brigade par ordre chronologique
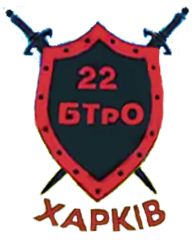
2014
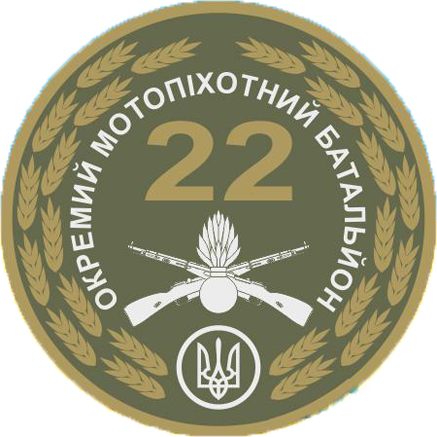
2022.
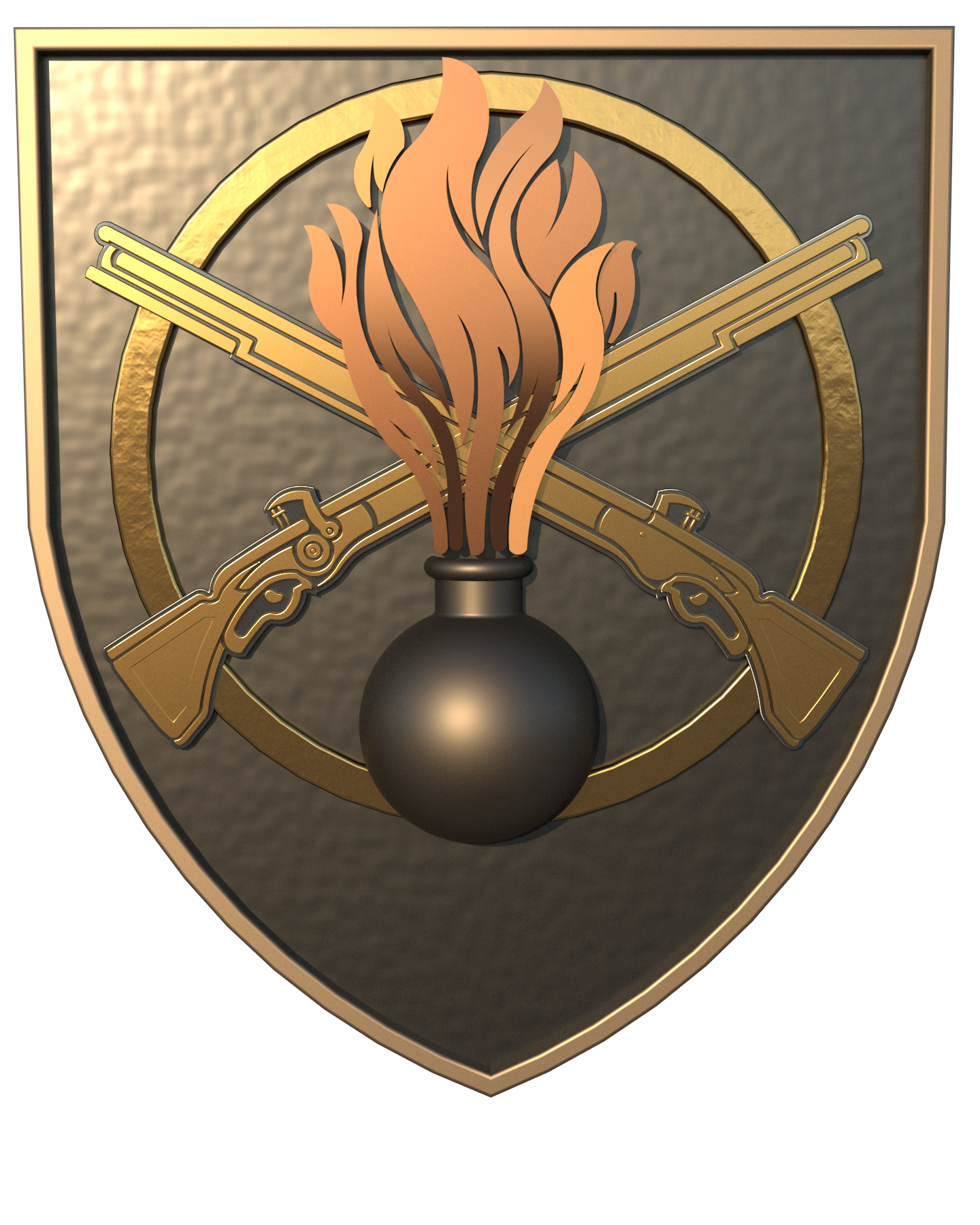
2023
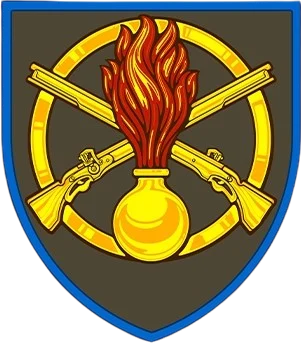
2024